# Fundace
Fundace (lat. fundatio od fundó, zakládám) je právnická osoba, která byla vytvořena vyčleněním majetku za určitým účelem. Jde tak o účelové sdružení majetku s vlastní právní osobností. Určení účelu, kterému tento samostatný majetek slouží, je základem fundační svobody zakladatele. Může jít jak o účel veřejně prospěšný, spočívající v podpoře obecného blaha, tak o účel soukromý, v němž se projevují zájmy konkrétních osob. Existují ovšem fundace, např. rodinné, které mohou sloužit oběma účelům zároveň. Smíšený charakter mají také fundace dobročinné, které podporují určitým způsobem vymezený okruh lidí. Nelze však založit fundaci, která by se věnovala především podnikání, stejně jako nadaci, která by byla prospěšná výlučně zakladateli.
Charakter fundací bývá různý, zatímco v anglosaské právní oblasti jsou takto chápána všechna sdružení majetku bez ohledu na konkrétní právní formu (funkcionální pojetí), v kontinentální Evropě jde vždy o subjekt práva (organizační pojetí). I zde se ale rozlišuje, zatímco třeba v Německu nezáleží na typu právnické osoby, v Rakousku je přístup dvojí, buď je Stiftung jako sdružení majetku také protikladem ke korporacím, nebo jde o zvláštní typ právnické osoby. V tomto druhém významu odpovídá českým nadacím po roce 2014. Do té doby se totiž v českém prostředí pro fundace vždy používalo obecného názvu „nadace“, zákonodárce pak při rekodifikaci soukromého práva použil nového souhrnného výrazu „fundace“ k označení nadací i fondů, neboť připomíná obě tyto skupiny a navíc měl být vhodným antonymem k výrazu „korporace“.

## Historie
V římském právu fundace, resp. nadace (universitates rerum bonorum) vznikly až dlouho po korporacích (universitates personarum). Objevily se teprve ve 4. stol. n. l. za křesťanských císařů, do té doby mohl dárce pouze svěřit majetek nějaké korporaci a dát jí pokyny, jak s ním má nakládat – šlo o tzv. nadaci fiduciární. Jako první byly uznávány samostatné subjekty zřízené za náboženským nebo humanitním účelem, šlo o nemocnice, chudobince, sirotčince apod. Zřizovány byly listinou, ve které byl stanoven jejich účel a správa, právní osobnost získávaly až schválením od příslušného biskupa a i poté podléhaly církevnímu dozoru. Naproti tomu měly takové nadace (piae causae, pia corpora) jisté výhody, na rozdíl od korporací měly např. plnou dědickou způsobilost. Přesto byly v rámci kanonického práva stále pojímány více jako trvalé osobní svazky, zcela účelovými sdruženími majetku se staly až po jejich podřízení světské moci.
Přístup k fundacím byl jiný v německé a švýcarské právní oblasti, kde šlo o v zásadě soukromou sféru, zatímco třeba ve francouzských či rakouských poměrech převládal dohled státu. Přesto např. rakouský obecný zákoník občanský ve svém jediném ustanovení § 646 vlastně jen odkazoval na úpravu veřejnými předpisy a až v roce 1841 byl vydán dekret, jímž byla stanovena jednotná pravidla. Bylo určeno, že zakladatel musí určený majetek věnovat trvalému účelu a pro vznik nadace bylo navíc zapotřebí získat státní povolení. Právní teorie tehdy nadace zařazovala mezi „jiné právnické osoby“ a popisovala je jako neosobní účelové jmění, odlišné od jmění soukromého. Vývoj nadačního práva byl přerušen v roce 1953, kdyby byla tato právní forma zrušena, stejně jako všechny dosud existující nadace. Výjimkou bylo pouze Nadání Josefa, Marie a Zdenky Hlávkových, ačkoli přišlo o značnou část svého majetku.
Nadace se jako zvláštní právnické osoby vrátily do českého, resp. československého právního řádu v roce 1990 prostřednictvím novely hospodářského zákoníku (§ 389b). Toto systematické zařazení, velmi stručná úprava a jejich pojetí jako účelových fondů se neukázalo vhodným a proto už od roku 1992 byla právní úprava nadací vložena do občanského zákoníku (§ 20b–20e a § 477 odst. 2). Zde se již upravoval statut nadace a bylo také umožněno její zřízení prostřednictvím závěti. Zmocnění k přijetí speciálního zákona bylo nicméně naplněno až v roce 1997, kdy byl přijat komplexní zákon č. 227/1997 Sb., o nadacích a nadačních fondech. Ve svém původním znění byl přesto poměrně restriktivní, když účel nadací omezil jen na veřejně prospěšné záležitosti a přísně reguloval nakládání s jejich majetkem. K liberalizaci nadačního práva došlo až v roce 2010, kdy se také zdůraznila odlišnost mezi nadacemi a nadačními fondy.

## Typologie fundací
Základním rozlišením jsou fundace, stejně jako jiné právnické osoby, buď charakteru soukromoprávního, nebo veřejnoprávního. Právo soukromoprávních fundací bylo kdysi jednotné, když znalo pouze nadace. Nyní občanský zákoník výslovně upravuje v ustanoveních § 303–305 jen základní obecné charakteristiky všech fundací a dále se věnuje jejím dvou základním formám – nadacím (§ 306–393) a nadačním fondům (§ 394–401). To ovšem nemusí být jediní zástupci fundací v českém právu. Vedle nich existuje ústav (§ 402–418), který je smíšeným útvarem, neboť má věcný základ i osobní prvek. Z pohledu části právní teorie je nicméně zařazován mezi fundace. Stále také přežívají obecně prospěšné společnosti, zavedené roku 1995 do českého právního řádu poněkud neorganicky, protože označení „společnost“ navazuje dojem korporace, ačkoli jejich základ je převážně majetkový a jsou zaměřeny na poskytování obecně prospěšných služeb veřejnosti. Jejich místo mezi fundacemi navíc podporuje nová právní úprava tím, že se mohou přeměnit na nadace, nadační fondy nebo ústavy. Jestliže by byly fundace pojímány funkcionálně a nezáleželo by tak na právní subjektivitě, mohl by sem být zařazen navíc svěřenský fond (§ 1448–1474), případně i přidružený fond (§ 349–352). V praxi tak funkce dříve připisované pouze nadacím mohou plnit nejen ony, resp. nadační fondy, ústavy nebo obecně prospěšné společnosti, ale také tyto smluvní instituty.
Mezi fundace veřejného práva, jejichž právní úprava je roztříštěna do množství právních předpisů, lze zařadit především státní fondy (Státní fond životního prostředí, Státní fond České republiky pro podporu a rozvoj české kinematografie, Státní fond dopravní infrastruktury, Státní zemědělský intervenční fond apod.). Část právní teorie sem řadí také např. ústavy veřejného práva (Česká televize, Český rozhlas, Česká tisková kancelář), příspěvkové organizace státu, obcí a krajů, veřejné výzkumné instituce a další právnické osoby, pokud mají majetkový základ a samostatně určený účel.

## Struktura fundací
Zákon pro fundace pouze poměně stručně stanoví, že jsou ustavena zakladatelským právním jednáním nebo zákonem, v nichž musí být specifikován oddělený majetek a účel fundace, a že jejich vnitřní poměry upravuje jejich statut. Nejde-li tak o případ zákonem založené fundace, má její zakladatel poměrně široké možnosti, jak ji podle svých představ vytvoří, což je projev jeho fundační svobody. Na druhou stranu je jeho rozhodnutí relativně trvalé a po vzniku fundace téměř nevratné. Založit ji může ještě za svého života (inter vivos), nebo závětí až pro případ své smrti (mortis causa), vždy však vznikne až zápisem do nadačního rejstříku. Konkrétní struktura fundace může být alespoň rámcově určena už v zakladatelském právním jednání, jestliže zakladatel nechce, aby byla později měněna, nebo až statutem, aby byla zajištěna možnost pružného reagování na situace v budoucnosti. Ten může opět vydat zakladatel, nebo jeho vypracování ponechat správní radě či jiné osobě.
U nadací a nadačních fondů je předepsána jen obligatorní existence dvou orgánů, statutárního a kontrolního. Statutárním orgánem je správní rada, která fundaci kolektivně vede, patří ji veškeré kompetence, které nejsou výslovně svěřeny někomu jinému. Kontrolu nad její činností, stejně jako nad jinými osobami pak provádí také kolektivní dozorčí rada, nebo jeden revizor, není-li zřízena. Kromě nich však není zakladatel jinak omezen, může pro fundaci zřídit výkonného ředitele, správce, poradce, grantovou komisi, kurátora apod.